# Walnut Canyon National Monument
Situé près de Flagstaff en Arizona, le monument national de Walnut Canyon est creusé dans un plateau boisé de pins. Ce National Monument jouit d'une abondante flore et d'une faune intéressante, attirée par l'eau et sa topographie accidentée.

- Longueur :  32 kilomètres
- Largeur : 400 mètres
- Profondeur : 122 mètres

L'intérieur du canyon est formé de parois de grès et les formes des rochers révèlent qu'ils sont en fait les dunes d'un ancien désert sculptées par le vent. On trouve de délicats fossiles marins incrustés dans les parois calcaires du canyon supérieur, preuves de la présence d'une ancienne mer. Bien plus tard, les habitants de ce canyon construisirent leurs maisons dans les alcôves peu profondes de ces parois calcaires.

## Habitants du Canyon
Durant une courte période allant d'à peu près 1100 à 1250, le canyon fut habité par une communauté de plus d'une centaine d'individus. Ce peuple connaissait les bienfaits de la nature : ils chassaient le cerf, le mouflon et autre gibier sauvage ; ils faisaient pousser du maïs et des haricots dans des champs sur les bords du canyon, agrémentant leur quotidien de plantes sauvages. L'eau, élément vital de la communauté, ne coulait que par intermittence dans le fond du canyon. Mais des bassins naturels gardant l'eau des pluies et la fonte des neiges au printemps en fournissaient assez au peuple de Walnut Canyon pour qu'il puisse subsister.

## Tourisme

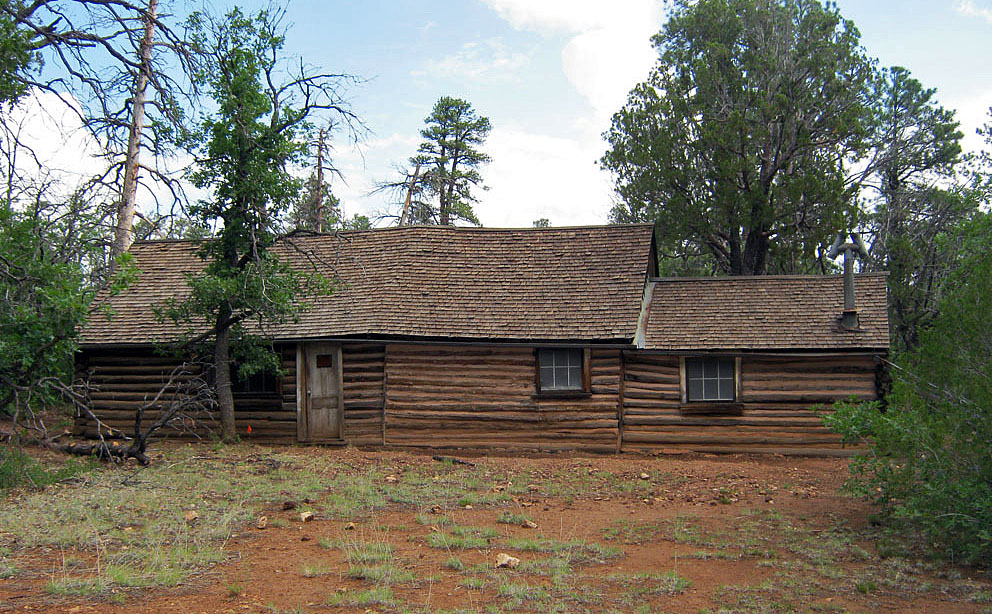
Cliffs Ranger Station.

Deux courts sentiers partent de l'office de tourisme du monument, le Walnut Canyon Visitor Center. L'un suit le bord du canyon, le Rim Trail, et l'autre y plonge pour donner accès aux constructions troglodytiques, l'Island Trail.